# هواگردسازی پیاسکی
پیاسِکی ایرکرفت (به انگلیسی: Piasecki Aircraft) یک شرکت دانش‌بنیان و پیشگام در صنعت عمودپرواز بود که توسط یک مهندس آمریکایی لهستانی‌تبار به نام فرانک پیاسکی در سال ۱۹۵۵ بنیانگذاری شد.

## تاریخچه
شکل‌گیری این گروه صنعتی درواقع از سال ۱۹۳۶ آغاز شد؛ در آن سال یک شرکت نوپا به نام «شرکت مهندسی پی‌وی» کار خود را آغاز کرد و ۱۰ سال بعد نام آن به پیاسکی هلیکاپتر تغییر کرد. مهندس پیاسکی که خود نیز صاحب بخشی از سهام شرکت بود، بعد از یک درگیری با دیگر مالکان شرکت پیاسکی هلیکاپتر، بهمراه چند مهندس دیگر از آن جدا شد و شرکت پیاسکی ایرکرفت را تشکیل داد.
در سال ۱۹۶۰ میلادی، بوئینگ شرکت هواگردسازی پیاسکی را خرید و آن را «بوئینگ وِرتول» نام نهاد. سپس آن را «بوئینگ هلیکاپترز» نامید. سرانجام در سال ۱۹۸۷ میلادی نام آن به سامانه‌های بالگردی بوئینگ تعییر داد.
در سال ۲۰۰۵ نیروی دریایی ایالات متحده آمریکا با این شرکت قراردادی برای تحقیقات در زمینه هواگردهای عمودپرواز بست و بودجه آن را تأمین کرد. شرکت پیاسکی نیز به مناقصه پیوست و این پروژه تا سال ۲۰۱۳ ادامه پیدا کرد و از کیفیت بالایی نیز برخوردار بود. غولهای صنعتی دیگر همانند سیکورسکی، بوئینگ و بل هلیکوپتر نیز در این زمینه به دستاوردهای مهمی رسیدند و نیروی دریایی تصمیم گرفت با ادغام همهٔ تجربیات شرکتهای گوناگون یک پروژه با نام JMR-TD (پیش‌نمونهٔ نمایش فناوری هواپیمای مشترک چندمنظوره) ایجاد کند که به تولید بل وی-۲۸۰ والور ختم شد.

## محصولات
| نام مدل                 | نخستین پرواز | تعداد ساخته شده | نوع                                   |
| ----------------------- | ------------ | --------------- | ------------------------------------- |
| پیاسکی وی‌زی-۸ جیپ هوایی | ۱۹۵۹         | ۲               | پیش‌نمونهٔ جیپ پرنده                    |
| پیاسکی ۱۶-اچ            | ۱۹۶۲         | ۱               | بالگرد ترکیبی آزمایشی                 |
| پیاسکی پی‌ای-۳۹          | هرگز         | ۰               | طرح بالگرد سنگین چهارملخ که اجراء نشد |
| پیاسکی پی‌ای-۹۷          | ۱۹۸۶         | ۱               | کشتی هوایی بادکنکی ترابری سنگین       |
| پیاسکی ایکس-۴۹          | ۲۰۰۷         | ۱               | بالگرد ترکیبی آزمایشی                 |